# 화곡로
화곡로는 서울특별시 양천구 신월동 자동차매매시장(부천시계)에서 마포구 상암동 가양대교 북단까지를 잇는 도로이다. 기점인 신월동 부천시계에서 봉오대로와, 종점인 상암동 가양대교 북단에서 가양대로와 직결된다. 화곡역, 가양역, 강서구청 등을 지난다.
청라국제도시와 가양역을 잇는 BRT가 운행되고 있다.